# Schlacht von Solferino
Montebello – Varese – San Fermo – Palestro – Turbigo – Boffalora – Magenta – Melegnano – Treponti – Medole – Solferino – San Martino
Die Schlacht von Solferino war die Entscheidungsschlacht im Sardinischen Krieg zwischen dem Kaisertum Österreich und dem Königreich Sardinien mit dessen Verbündetem Frankreich unter Napoléon III. Durch die Niederlage der Österreicher bei Solferino am 24. Juni 1859 wurde der Krieg von Sardinien gewonnen und der Weg zur Einigung Italiens eröffnet.

## Vorgeschichte
Der Sardinische Krieg war auf Grund der Unterstützung der italienischen Freiheitskämpfer durch das Königreich Sardinien in den damaligen österreichischen Provinzen Lombardei und Venetien ausgebrochen. Sardinien wurde bei seinen Bestrebungen vom französischen Kaiser Napoléon III. unterstützt.
Am 29. April 1859 erfolgte der Einmarsch der Österreicher in das Piemont, den Oberbefehl führte Feldzeugmeister Graf Gyulay. Die österreichischen Truppen setzten sich kurzfristig auf einer langen Linie von Biella bis Pavia fest und gingen nach mehreren Misserfolgen hinter den Ticino zurück. Am 4. Juni stellten sich die Österreicher in der Schlacht von Magenta zum Kampf, unterlagen aber gegen die verbündeten Truppen des Gegners. Nach dem Verlust von Mailand und der Niederlage bei Melegnano am 8. Juni gingen die Österreicher unter Preisgabe fast der gesamten Lombardei weiter hinter den Mincio zurück, um sich auf das Festungsviereck Mantua-Peschiera del Garda-Verona-Legnago zu stützen. General Gyulay wurde infolge der Niederlage am 18. Juni abberufen, darauf übernahm der auf dem Kriegsschauplatz eingetroffene junge Kaiser Franz Joseph von Österreich nominell den Oberbefehl der Truppen. Die operative Führung der neu organisierten und erheblich verstärkten österreichischen Armee hatte aber weiterhin Feldzeugmeister Heinrich von Heß inne.

## Ablauf der Schlacht

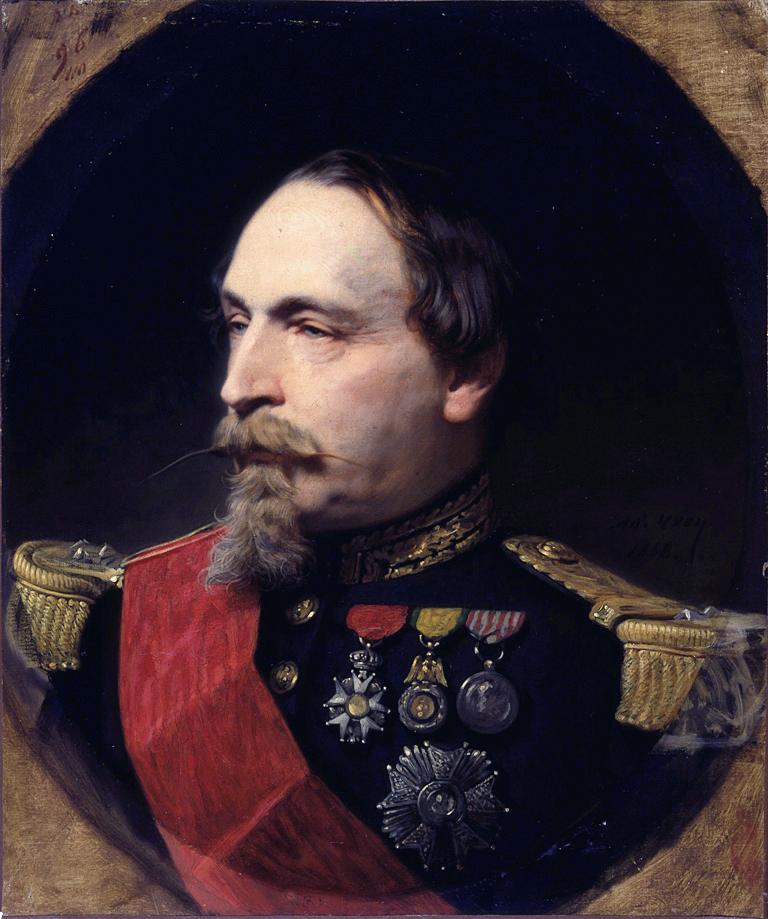
Kaiser Napoleon III.

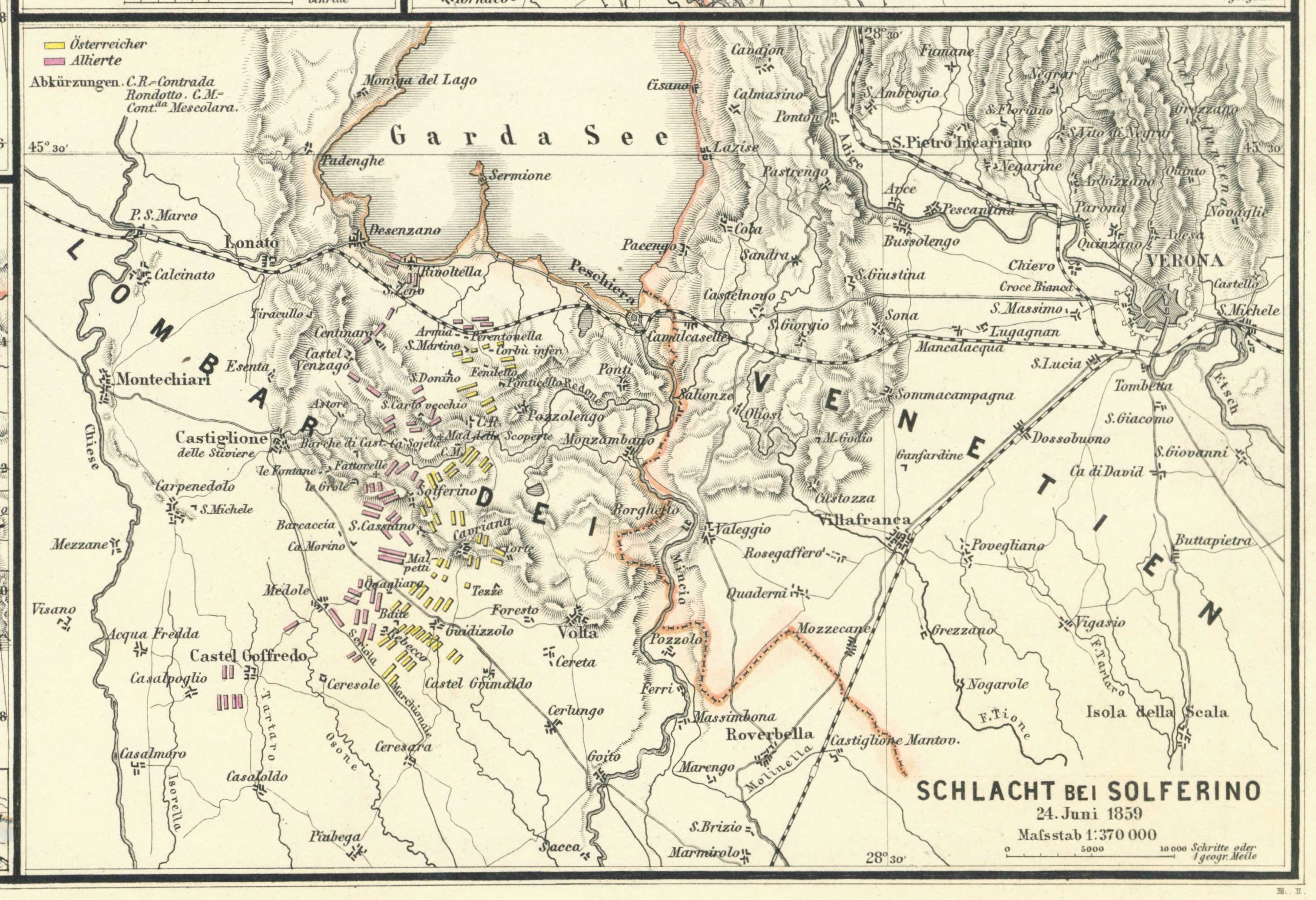
Karte der Schlacht (1871)

### Kampfstärken
Die österreichische Armee war zwecks einfacherer Truppenführung in zwei Armeen aufgeteilt worden, die zusammen auf eine Gesamtstärke von 198.035 Mann und 19.289 Reiter kamen. Die nördlicher stehende 2. Armee mit dem I., V. und dem VII. Korps blieb unter der Oberleitung von General der Kavallerie Franz Schlick, die südlichere 1. Armee mit dem III., IX. und XI. Korps sowie der Hauptmasse an Reiterei bei Medole führte FZM Franz von Wimpffen. Zwischen Goito, Medole, Solferino und San Martino waren bei den Österreichern insgesamt 146.635 Mann und 16.489 Reiter aufmarschiert, der Rest der Truppen verblieb am östlichen Mincioufer im Festungsviereck als sichernde Besatzung. Das zu weit südlich dislozierte II. Korps kam in der Schlacht nicht zum Einsatz. Am Hauptkampfplatz zwischen Solferino und Medole standen im folgenden Kampf am Vormittag nur etwa 120.000 Mann, am Nachmittag nach dem Eingreifen des X. Korps, etwa 133.000 Österreicher unmittelbar im Kampfgeschehen.
Die französische Streitmacht in der Lombardei zählte insgesamt 173.603 Mann (davon 14.353 Reiter), wovon in der Schlacht zwischen Chiese und Mincio nur etwa 151.000 Mann versammelt worden waren. Das in der nördlichen Toskana operierende 5. Korps unter Prinz Bonaparte war nicht verfügbar. Die französische Armee marschierte beidseitig Castiglione mit fünf Korps auf, im folgenden Kampf bei Solferino standen dann nur etwa 118.600 Soldaten im unmittelbaren Feindkontakt. Der Franzose Gaspard Felix Nadar stieg auf Befehl seines Kaisers mit einem Ballon auf, um die österreichische Truppenmacht aufzuklären, er machte dabei die ersten Luftaufnahmen der Geschichte.
Auf Befehl Napoleons III. begannen die verbündeten Truppen zwischen zwei und drei Uhr Morgens ihre Biwaks zu verlassen und rückten in drei Kolonnen vor. Die Heere trafen bereits gegen 4 Uhr morgens fast unerwartet auf die gegnerischen Sicherungen. Die Auseinandersetzung entwickelte sich auf einer Front von etwa 15 Kilometern Länge und zog sich, mit mehrfachen Vormärschen und Rückzügen beider Seiten, fast über den gesamten Tag hin.

### Nordabschnitt bei Pozzolengo
Am nördlichen Flügel der Verbündeten, der bis zum Gardasee reichte, waren vier sardische Divisionen im Vormarsch in Richtung auf Pozzolengo. Dabei entbrannte fast unabhängig vom Hauptkampf zwischen den Sarden (etwa 36.000 Mann) unter König Viktor Emanuel II. und dem österreichischen VIII. Korps (etwa 28.000 Mann) unter FML Ludwig von Benedek eine eigene Schlacht auf hügeligem Terrain. Die sardische 2. Division hielt bei Malocco und den dortigen Höhen die Verbindung zum Corps des Marschalls Baraguey aufrecht, während die 1. Division (Durando), die 5. Division (Cuacchiari) von Lonato und die 3. Division (Filiberto Mollard) von Rivoltella und dem Monte Cavaga auf Pozzolengo vorgingen, wo ihnen das österreichische VIII. Korps (Benedek) bald in der Schlacht von San Martino Einhalt gebot.

### Südabschnitt bei Medole

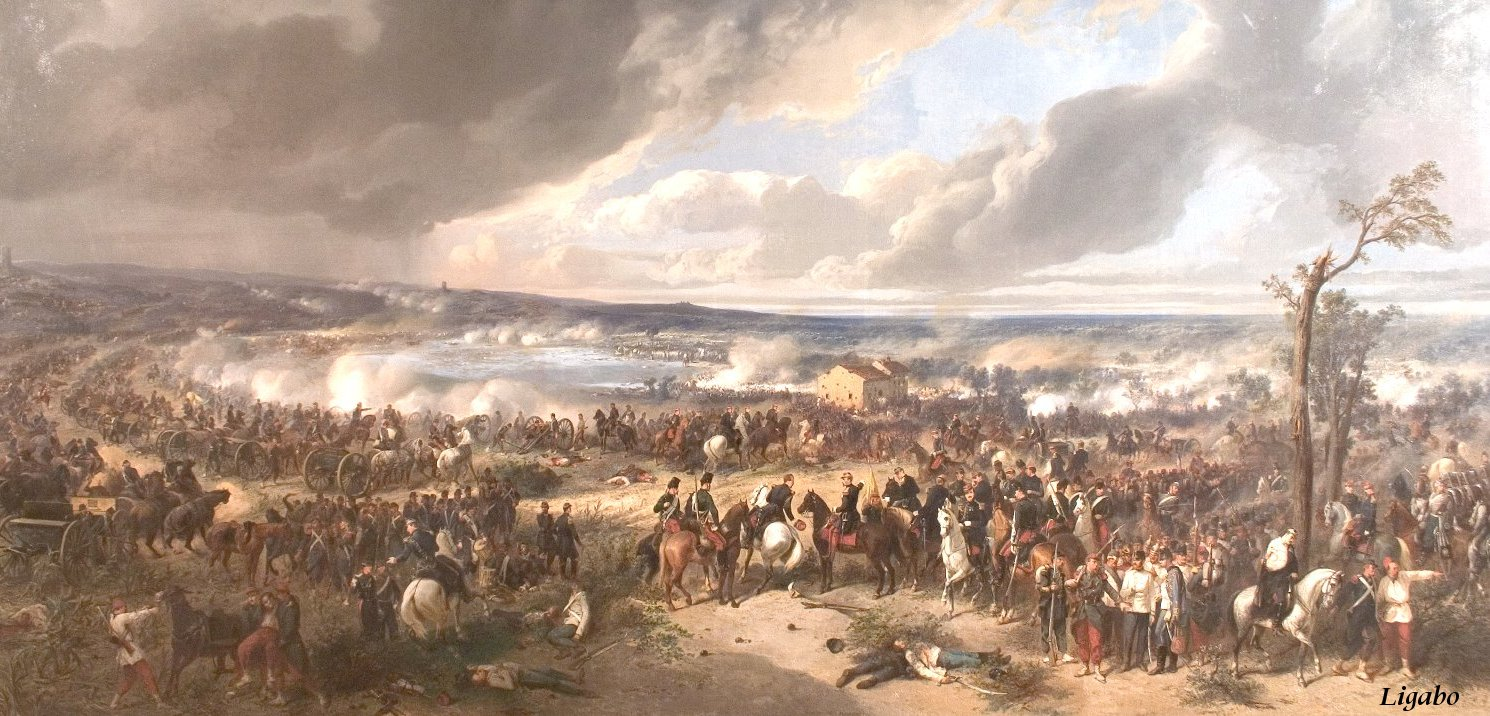
Blick über die Schlachtebene von Medole

Das französische III. Corps verließ um 2.30 Uhr früh sein Lager bei Mezzane und überschritt die Chiese auf einem bereits vorbereiteten Übergang. Der linke Flügel der österreichischen 1. Armee (FZM Wimpffen) wurde durch das III., IX. und das erst anmarschierende II. Korps gesichert. Das XI. Korps stand als Reserve im zweiten Treffen. Die äußerst links stehende Division Jelačić sollte über Marcaria und Mosio vorgehen und versuchen, die rechte Flanke des Gegners zu umfassen. Das gegenüber stehende französische III. Corps (Canrobert) ließ seine beiden Divisionen Trochu und Renault in Richtung auf Castel Goffredo anrücken.
Die dem Befehl des Generals Niel zugeteilte Kavallerie-Division unter General Partouneaux rückte auf die Orte Carpenedolo und Guidizzolo vor, während die Infanterie-Division des General de Luzy-Pelissac als Vorhut gegen Medole vorging. Um diese von den Vorposten weitergeleitete Bewegung zu stoppen, wurden vom österreichischen IX. Korps zwei Brigaden (Division des FML Handel) an den bedrohten Punkt vorgeschoben, während eine Brigade bei Guidizzolo als Rückhalt verblieb. Gegen 8:30 Uhr erstürmte das französische IV. Corps mit der rechts eingesetzten Division de Luzy-Pelissac im Kampf mit dem österreichischen IX. Korps (General der Kavallerie Johann Franz von Schaffgotsch) das Dorf Medole und stieß bis Guidizzolo vor, wo der Kampf die folgenden Stunden unentschieden blieb.

### Mittelabschnitt bei Solferino

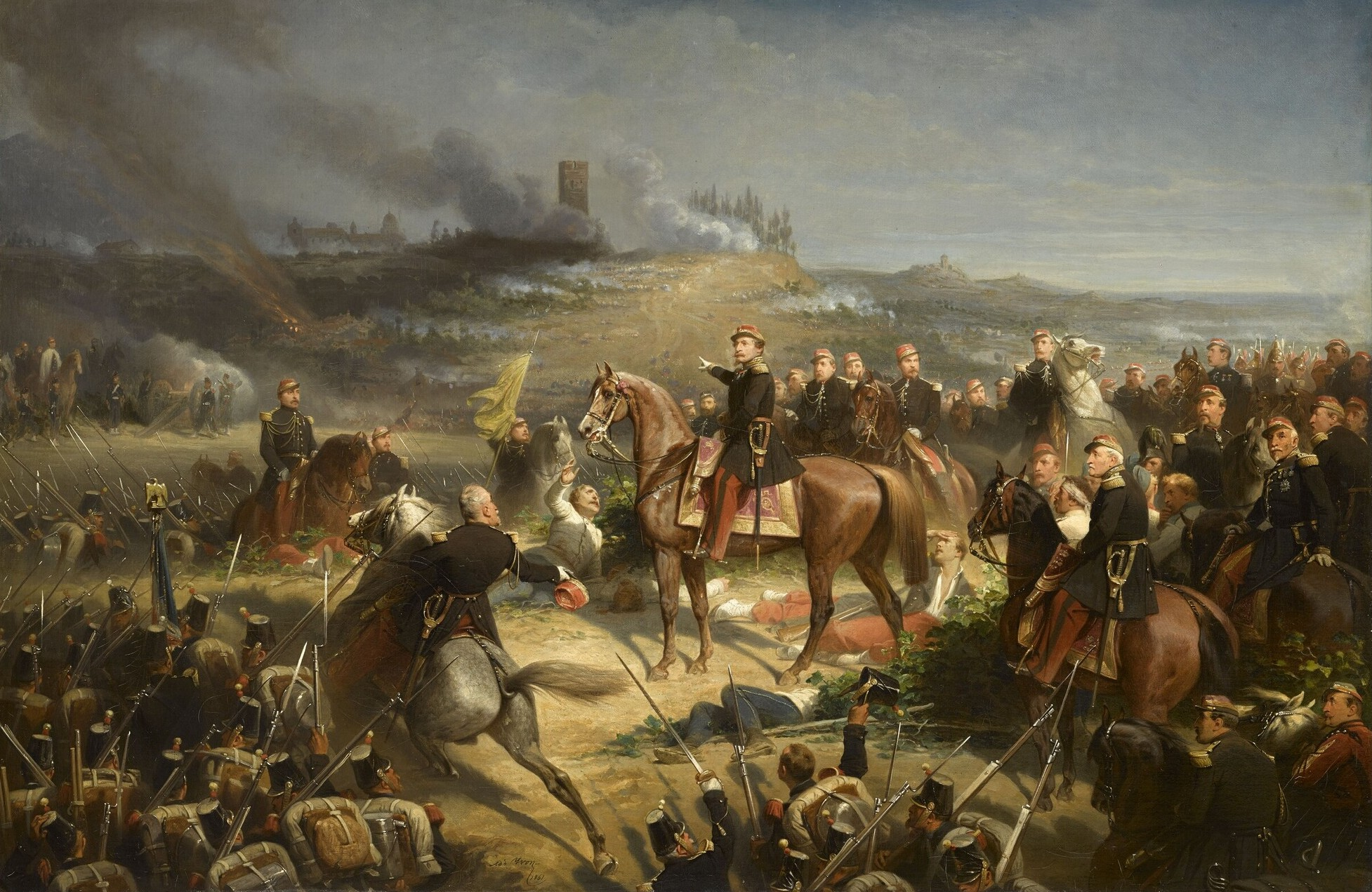
Napoleon III. weist seine Garde unter Marschall Regnaud zum Sturm gegen Solferino an

Das französische II. Corps unter Marschall Patrice Maurice de MacMahon war gegen 3 Uhr morgens bei Castiglione aufgebrochen und marschierte, um die beiden auf breiter Front vorgehenden Flügelkorps nicht zu behindern, in einer Kolonne auf der Hauptstraße nach Mantua vor.
Die als Vorhut eingesetzte Kavallerie-Brigade unter General Gaudin de Villaine traf bereits gegen 4 Uhr bei Casa Morino auf die österreichischen Vorposten und begann das Gefecht einzuleiten. Marschall Mac Mahon begab sich auf den nahe gelegenen Monte Medolano, um die Stärke der bereits im Kampf stehenden Truppen zu erkunden. Gegen 5.30 Uhr morgens wurde Napoleon III. der Beginn des österreichischen Vormarsches mitgeteilt. Planmäßig marschierten derweil die französischen Verbände im mittleren Abschnitt gegen die Linie zwischen Solferino und Cavriano auf, links das I. Corps unter General Achille Baraguey d’Hilliers, in der Mitte zeitlich etwas später das II. Korps, rechts das IV. Korps des General Adolphe Niel.
Das Corps unter Marschall Baraguey d’Hilliers war, mit der 2. Division Ladmirault voraus, von Esenta auf der Bergstraße gegen Solferino vorgerückt und gelangte gegen 5.30 Uhr früh in das Tal von Padercini. Die Österreicher hatten die umliegenden Hügel, die sich stufenweise bis nach Solferino erheben, bereits stark besetzt. Ladmirault bildete zur Umgehung derselben mehrere Kolonnen, die linke stand unter General Douay, die rechte unter General Negrier. Die 1. Division unter General Forey war auf der Straße vorgegangen, welche sich am Fuß der Höhen bei Le Fontane hinzieht, und bei Le Grole auf den Gegner gestoßen. Das österreichische V. Korps unter FML von Stadion hatte die Hänge des Rosso und Valscuro mit Tirailleurs besetzen lassen. General Forey hatte die gegnerischen Truppen am Rosso-Rücken und aus dem Dorf Le Fontane vertrieben, noch bevor die 3. Division unter General Bazaine hinter ihm aufgeschlossen hatte.
Um 6.30 Uhr war Napoleon III. in Castiglione angelangt und bestieg den Castello-Rücken, um den Einsatz seiner Verbände besser zu koordinieren. Er befahl bald den ersten Generalsturm auf Solferino, wo der Schwerpunkt der feindlichen Stellung erkannt worden war. Der Durchbruch an diesen Punkt hätte den Durchbruch zum Mincio erzwungen. Der Angriff wurde dem I. Corps unter General Baraguey übertragen, das dafür die beiden Divisionen Bazaine und Ladmirault ansetzte. Der starke Widerstand der Österreicher (VII. Korps) konnte trotz massierten Einsatzes der Truppen mehrere Stunden nicht gebrochen werden. Die Verstärkungen, die mit der Division des Grafen Montenuovo eintrafen, festigten die österreichische Verteidigung.

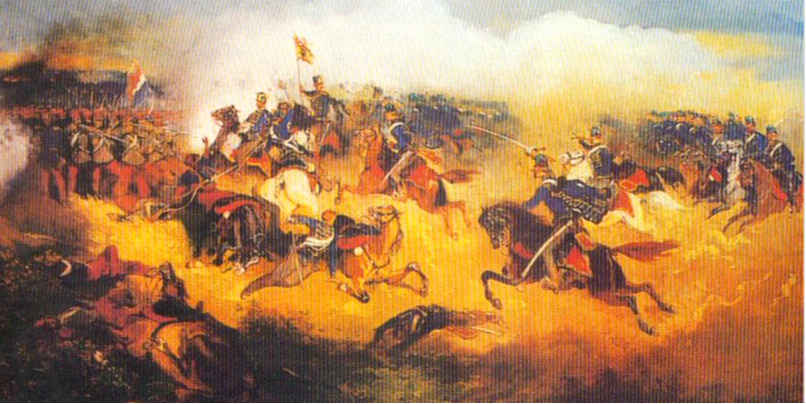
Angriff des österreichischen Husarenregiments Nr. 13 auf französische Infanterie, Solferino, 24. Juni 1859

Um 13 Uhr setzte das französische II. Corps unter Marschall Mac Mahon einen weiteren Durchbruch im Zentrum gegen das Dorf Cavriana an, das von der Division des Prinzen Alexander von Hessen verteidigt wurde. Die Angriffe der französischen Divisionen der Generale Decaen und La Motterouge eroberten das schon einmal genommene Dorf San Cassiano nochmals zurück und durchbrachen dann die Verteidigung des österreichischen VII. Korps unter FML Zobel bei Cavriana. Im Zentrum war auch die französische Kaisergarde unter Marschall Regnaud von Castiglione her im Anmarsch und griff schließlich zur Verstärkung des I. Corps in die Schlacht ein.
Der Einsatz des X. Korps unter FML Wernhardt und der schon bei Magenta stark dezimierten 2. Division des I. Korps unter General Clam Gallas konnte den um 16 Uhr erfolgten Zusammenbruch des österreichischen Zentrums nicht mehr aufhalten.
Nach Trockenheit und Hitze zu Beginn der Kämpfe folgte ab 16 Uhr ein Umschwung der Wetterlage. Sturm und Regen erlaubte den geschlagenen Österreichern gegen 18 Uhr, die Schlacht abzubrechen und den geordneten Rückzug nach Verona anzutreten.

### Ausklang
Obwohl der nördliche Flügel der Österreicher bei San Martino den Sarden noch immer standhielt, war die Schlacht nach dem Verlust von Solferino verloren. Die Dispositionen des jungen Kaisers Franz Joseph hatten erheblichen Anteil an der Niederlage, die Umgehung des französischen linken Flügels war überhaupt nicht richtig erfolgt, die Masse des II., X. und XI. Korps stand nicht im Kampf. Der mögliche Einsatz der überlegenen Truppenzahl war auch wohl deshalb nicht erfolgt, weil die Österreicher einen Angriff des toskanischen Freiwilligenkorps unter General Ulloa befürchteten, welches sich gegen die eigene Südflanke über Piacenza im Anmarsch befand.
Die Schlacht von Solferino galt als die blutigste militärische Auseinandersetzung seit der Schlacht von Waterloo. Im Verlauf der Schlacht waren bis zu 30.000 Soldaten getötet und verwundet worden. Mindestens 10.000 Soldaten galten als vermisst oder gefangen. Rund 40.000 weitere Soldaten erkrankten durch Nahrungsmangel, Überanstrengung und aufgrund der völlig unzureichenden sanitären Verhältnisse in den Tagen nach der Schlacht. Die meisten Soldaten starben nicht bei den Kampfhandlungen, sondern später an den Folgen ihrer Verwundungen. Es herrschte extremer Mangel an medizinischer Versorgung der Opfer durch notwendige militärische Sanitätsdienste, die auf beiden Seiten sowohl personell als auch bezüglich ihrer Ausstattung völlig überfordert waren. Verwundete wurden oft nach ihrer Bergung sich selbst überlassen oder gänzlich auf dem Schlachtfeld zurückgelassen. Nahrung und Wasser standen nur in unzureichenden Mengen zur Verfügung und waren darüber hinaus von hygienisch schlechter Qualität.

## Folgen
Inzwischen hatte Preußen schrittweise Truppen an die französische Grenze verlegt und im Deutschen Bund die Aufstellung von Bundestruppen am Rhein unter preußischem Oberbefehl beantragt. Anfang Juli 1859 mobilisierte es seine Feldarmee von über 300.000 Mann und setzte sie zur französischen Grenze in Bewegung. Angesichts dieser Bedrohung und wegen der hohen Verluste in der Schlacht bei Solferino erschien Napoleon III. eine Fortsetzung des Krieges als zu risikoreich. Er schlug Franz Josef einen Waffenstillstand vor, um Friedensverhandlungen einzuleiten. Dieser ging nach der Serie von Niederlagen erleichtert auf das Angebot ein und so schlossen die beiden Kaiser am 11. Juli 1859 den Vorfrieden von Villafranca. 
Der Frieden von Zürich beendete am 10. November 1859 den Sardinischen Krieg. Österreich trat die Lombardei – mit Ausnahme der Festungen Mantua und Peschiera del Garda, die am Mincio lagen, dem Grenzfluss zu Venetien – an Napoleon III. ab, der die Lombardei dann weiter an Sardinien übergab.
Die Grausamkeit der Schlacht und die Hilflosigkeit der verwundeten Soldaten veranlassten Henry Dunant zu seinem Buch Eine Erinnerung an Solferino. Das führte zur Gründung des Roten Kreuzes und zur Vereinbarung der Genfer Konvention von 1863.
Zum Symbol der Schlacht und letztlich auch des Sieges der Truppen Piemont-Sardiniens und Frankreichs wurde der Spion von Italien (ital. Spia d’Italia), ein 28 Meter hoher Turm auf einem ca. 100 Meter hohen Hügel. Er bildet heute zusammen mit dem kleinen Museum und dem Ossarium einen Ausstellungskomplex. Zum Gedenken an die Schlacht von Solferino findet jährlich am 24. Juni ein Fackellauf (ital. fiaccolata) statt, bei dem Tausende von Rot-Kreuz-Helfern bei Einbruch der Dämmerung mit Fackeln von Solferino nach Castiglione delle Stiviere ziehen.
Napoleon III. ließ in Erinnerung an die Schlacht eine Straße in Paris benennen (Rue Solférino). Daher trägt auch eine Station der Pariser Métro den Namen Solférino.

## Rezeption
1862 rückte innerhalb Europas Henri Dunants Schrift Eine Erinnerung an Solferino (Un Souvenir de Solferino) das Schicksal der Kriegsgefangenen, insbesondere der kranken und verwundeten, in den Blickpunkt.
Im 1889 erschienenen Roman Die Waffen nieder! von Bertha von Suttner kommentiert der Vater der Protagonistin die Niederlage der Österreicher in der Schlacht von Solferino mit den Worten: „Jetzt ist alles aus, Martha: Solferino hat entschieden: wir sind geschlagen.“
Im 1932 erschienenen Roman Radetzkymarsch von Joseph Roth wurde die Familie Trotta, nach einer Heldentat des Großvaters, der Hauptfigur während der Schlacht von Solferino, in den Adelsstand erhoben: „Die Trottas waren ein junges Geschlecht. Ihr Ahnherr hatte nach der Schlacht bei Solferino den Adel bekommen.“

## Beteiligte Truppenverbände

### Österreichische Armee
Oberbefehl: Kaiser Franz Josef I.

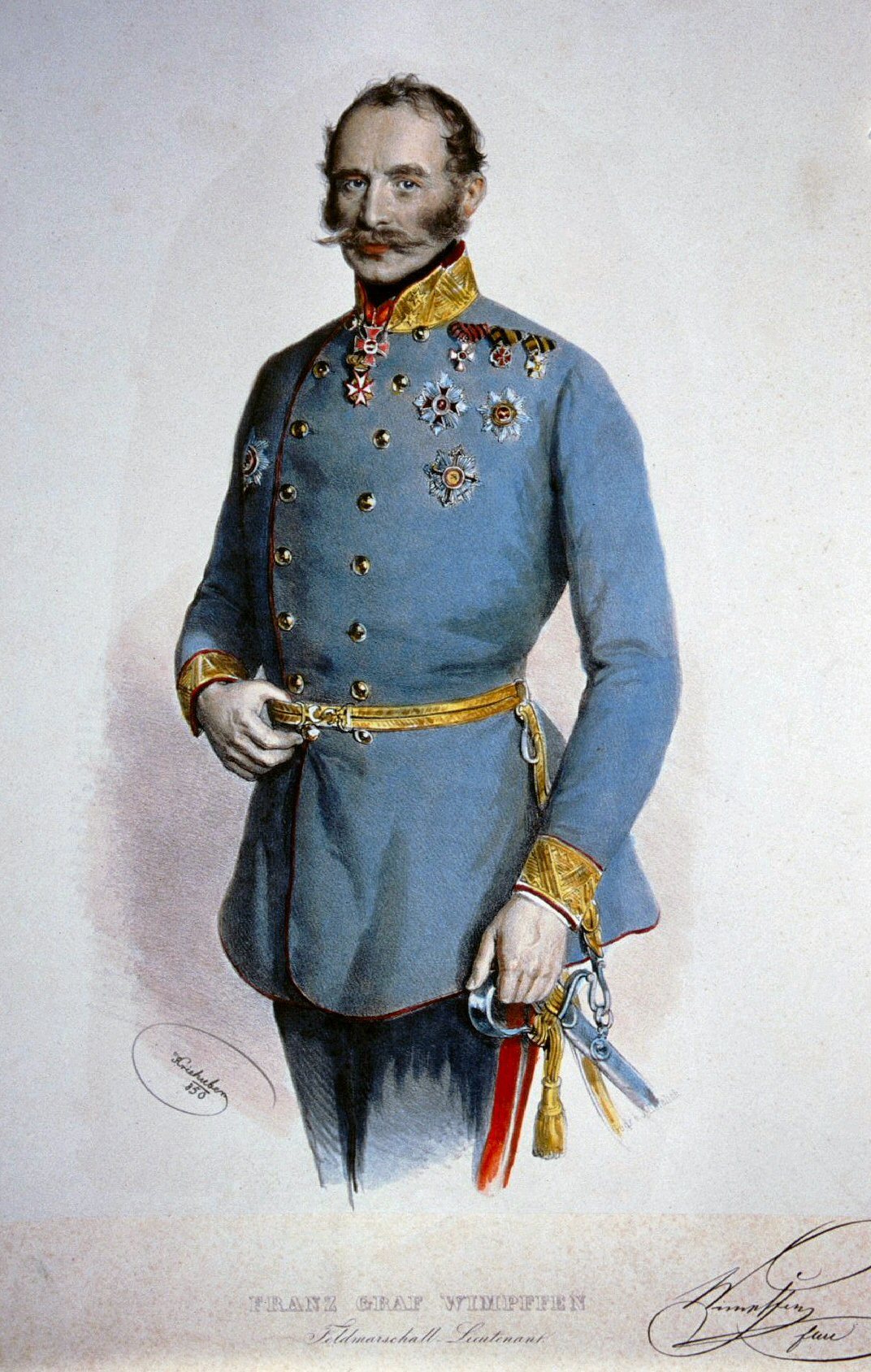
FZM Franz Graf Wimpffen

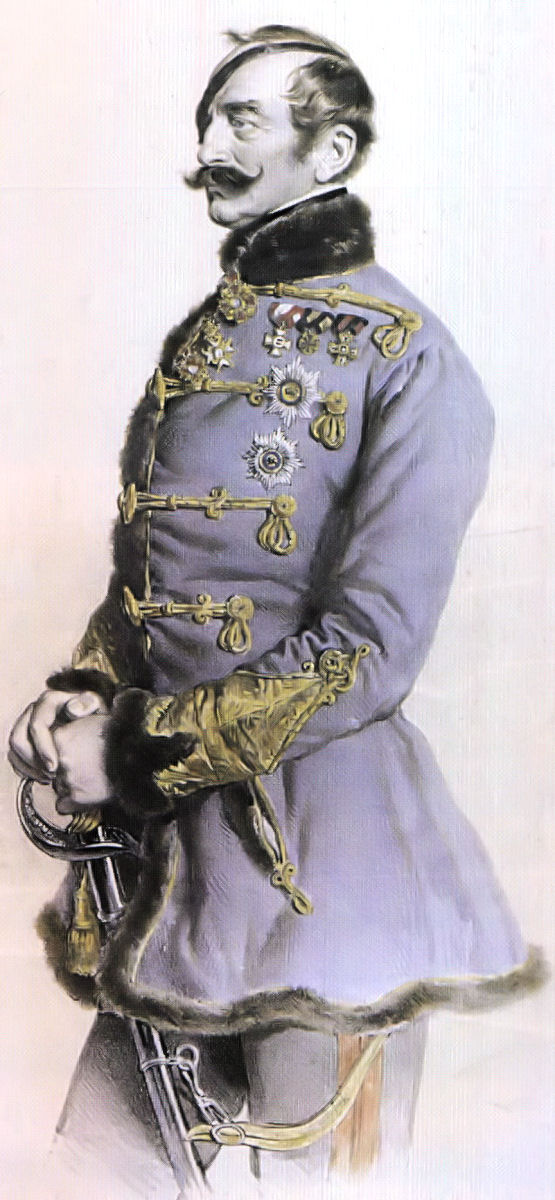
Gen.der Kavallerie Franz Schlick

Generalstabschef: Feldzeugmeister Heinrich von Heß
1. Armee Feldzeugmeister Franz von Wimpffen
II. Corps FML Eduard Franz von Liechtenstein
- 1. Division FML Georg Jelačić von Bužim
- 2. Division FML Joseph Herdy

III. Korps FML Edmund zu Schwarzenberg
- 1. Division FML Adolf Karl Schönberger
- 2. Division FML Joseph Habermann von Habersfeld

IX. Korps General der Kavallerie Johann Franz von Schaffgotsch
- 1. Division FML Heinrich Freiherr von Handel
- 2. Division FML Franz Folliot de Crenneville

XI. Korps FML Valentin Veigl von Kriegeslohn
- 1. Division FML Anton Ritter von Schwarzel
- 2. Division FML Friedrich August Freiherr von Blomberg
- Kavallerie-Division FML Friedrich Franz Graf von Zedtwitz

In Reserve: X. Korps FML Stefan von Wernhardt
- 1. Division FML Marziani von Sacile
- 2. Division FML Franz Ritter von Wallemare

2. Armee General der Kavallerie Franz Schlick
I. Korps FML Eduard Clam-Gallas
- 1. Division FML Wilhelm Albrecht von Montenuovo
- 2. Division FML Ludwig von Sztankovics

V. Korps FML Philipp von Stadion und Thannhausen
- 1. Division FML Johann Karl Graf von Palffy
- 2. Division FML Leopold von Sternberg

VII. Korps FML Thomas Friedrich von Zobel
- 1. Division FML Alexander von Hessen
- 2. Division FML Karl Clemens Lilia von Westegg

VIII. Korps FML Ludwig von Benedek
- 1. Division FML Joseph Edler von Berger
- 2. Division FML Adolf Freiherr von Lang
- Kavallerie-Division FML Alexander von Mensdorff

### Französische Armee
Oberbefehl: Kaiser Napoleon III.

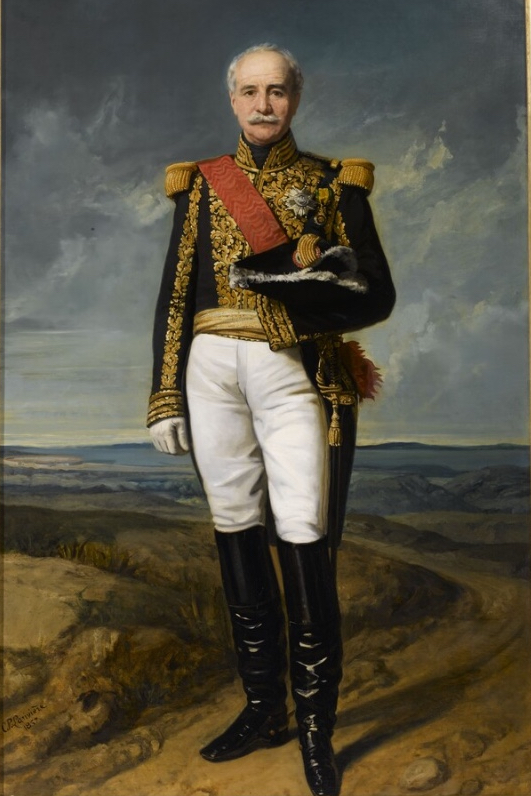
Marschall Achille Baraguey d'Hilliers

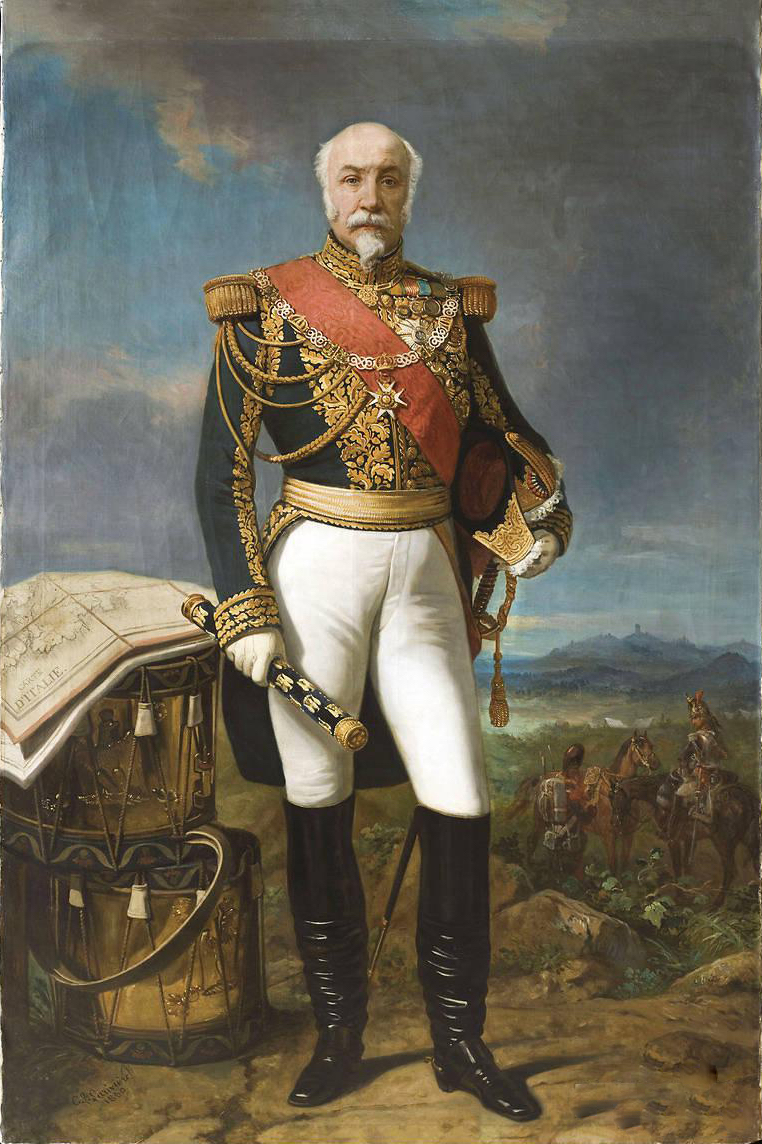
Marschall Auguste Regnaud de Saint-Jean d'Angély

Generalstabschef: Marschall Jean-Baptiste Philibert Vaillant
Kaiserliche Garde Marschall Auguste Regnaud de Saint-Jean d’Angely
- 1. Garde-Division General Émile Henry Mellinet
- 2. Garde-Division General Jacques Camou
- Garde-Kavalleriebrigade Louis-Michel Morris

I. Corps Marschall Achille Baraguay d'Hilliers
- 1. Division General Élie-Frédéric Forey
- 2. Division General Paul de Ladmirault
- 3. Division General François-Achille Bazaine
- Kavalleriebrigade Nicolas Desvaux

II. Corps General Patrice de Mac-Mahon
- 1. Division General Joseph Edouard La Motte-Rouge
- 2. Division General Claude Théodore Decaen
- Kavalleriebrigade Adrien Gabriel Gaudin de Villaine

III. Corps General François Certain de Canrobert
- 1. Division General Pierre Hippolyte Renault
- 2. Division General Louis Jules Trochu
- 3. Division General Charles Denis Bourbaki
- Kavallerie-Division General Maurice de Partouneaux

IV. Corps General Adolphe Niel
- 1. Division General Louis Henri François de Luzy-Pelissac
- 2. Division General Joseph Vinoy
- 3. Division General Pierre de Failly
- Kavalleriebrigade General de Rochefort

### Sardische Armee
Oberbefehl: König Viktor Emanuel II.
Generalstabschef: Enrico Morozzo della Rocca
- 1. Division: General Giovanni Durando
- 2. Division: General Manfredo Fanti
- 3. Division: Filiberto Mollard
- 5. Division: Domenico Cucchiari
- Kavallerie-Division: Calisto Bertone di Sambuy